# Baobab (hudební skupina)
Baobab je česká kapela, která originálně kombinuje cimbálovou muziku s kytarou. Od čistého folklóru se tak posunula k vlastní, převážně folkové tvorbě. Na vlastních koncertech vystupuje zejména v domovském Brně. Hraje ale také na svatbách, večírcích, oslavách a dalších událostech, kde svůj repertoár obohacuje i o skladby přejaté: písně Osvobozeného divadla, Semaforu, nebo známé české i zahraniční písničky ze 60. a 70. let.

## Historie
Brněnská kapela BAOBAB působí v současném složení od roku 2000. Po celou dobu si zachovává jednotný styl založený na propojení jednotlivých nástrojů - kytara, housle, klarinet v alternaci se saxofonem a flétnami, cimbál v alternaci s klavírem, basa a bicí. Hlavním autorem skladeb je Jiří Pallich ve spolupráci s několika externími textaři i skladateli.

## Členové
- Filip Cigánek (Fila): housle, zpěv
- Aleš Krejčík (Šnek) – klarinet, saxofon, flétny, zpěv
- Petr Vaněk (Vaňa) – cimbál, klavír, akordeon, zpěv
- Pavel Polák (Papo) – basa, zpěv
- David Smetana (Smeták) – bicí
- Jiří Pallich (Palda) – kytara, zpěv (vedoucí skupiny)

## Diskografie

### Studiová alba
- 2005 – Baobab
- 2012 – Variace
- 2015 - Rád bloudím podle starých map
- 2021 - Kdo ví proč